# West Croachy

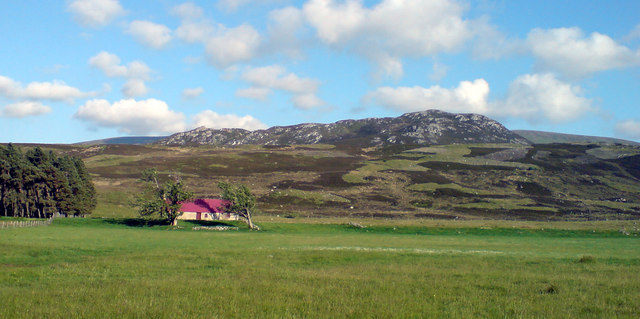
Aufgelassenes Haus eines Crofters

West Croachy ist der südwestliche, deutlich kleinere Teil der Ortschaft Croachy, die südlich von Inverness in der Region Highland im Norden von Schottland liegt. Im Rahmen der historischen Gliederung Schottlands in Civil Parishes zählt Croachy zu Daviot and Dunlichity, das zu Inverness-shire gehörte.
Das Zentrum von West Croachy bildet ein Hofgut, das an der von Errogie nach Culloden führenden B851 liegt. Parallel nordwestlich von ihr verläuft der Fluss Nairn. Im ländlich geprägten Umland kommen noch einzelne, mittlerweile aufgelassene Häuser von Croftern hinzu.
Archäologisch von Interesse sind mehrere Cairns. Sie wurden, gemeinsam mit weiteren Funden, die aus einer Zeit von vor zwischen 3500 und 4000 Jahren stammen, etwa 1000 Meter südöstlich des Hofgutes im Bereich eines Hügels entdeckt. Der Fundplatz der Cairns ist als Scheduled Monument ausgewiesen.